# Идеальная жена
«Идеальная жена» (англ. Dream Wife) — романтическая комедия 1953 года с Кэри Грантом и Деборой Керр в главных ролях, снятая Сидни Шелдоном на студии Metro-Goldwyn-Mayer.

## Сюжет
Бизнесмен Клемсон Рид разрывает помолвку с невестой-трудоголиком Эффи и обручается с обожающей его принцессой Тарджи из вымышленной страны Букистан, в которой он видит «старомодную» девушку. Поскольку Букистан находится в процессе заключения соглашения о торговле нефтью с Соединёнными Штатами, Госдепартамент назначает принцессу Тарджи куратором. В то же время с американской стороны задание о сотрудничестве получила Эффи.
Пока Рид пытается сблизиться со своей невестой, Эффи в конечном итоге рассказывает принцессе о западных идеях эмансипации и современной роли жены. Эффи учит Тарджи английскому языку по книгам о выдающихся американских феминистках. Работая с Тарджи, Эффи модерирует и некоторые из своих идей.

## В ролях
- Кэри Грант — Клемсон Рид
- Дебора Керр — Эффи
- Бетта Сент-Джон — Тарджи
- Уолтер Пиджон — Уолтер Макбрайд
- Эдуард Франц — король Букистана
- Лес Тремейн — Кен Лэндвелл
- Брюс Беннетт — Чарли Элквуд
- Ричард Андерсон —  Генри Малвин
- Мовита Кастанеда —  Рима
- Глория Холден —  миссис Джин Лэндвелл

## Восприятие
Согласно отчётам MGM, фильм заработал 1 213 000 долларов в США и Канаде и 672 000 долларов в других странах, что означает убыток в размере 456 тысяч долларов.
«Идеальная жена» была отмечена номинацией на премию «Оскар» за лучший дизайн костюмов на церемонии 1954 года.
Журнал Variety оценил фильм Шелдона как «довольно интересную и весьма надуманную экранную чепуху на тему битвы полов». По мнению издания, плюс картины является игра ведущих актёров (в особенности Гранта), при этом её сценарий глуп, а режиссёр Сидни Шелдон «слишком часто позволяет действию скатиться в фарс». Босли Краузер в своей статье для The New York Times отмечал, что фильм получился наигранным и неживым.